# Dongfeng Shuiku (reservoar i Kina, Xinjiang)
Dongfeng Shuiku (kinesiska: 东风水库) är en reservoar i Kina. Den ligger i den autonoma regionen Xinjiang, i den nordvästra delen av landet, omkring 1 000 kilometer sydväst om regionhuvudstaden Ürümqi. Dongfeng Shuiku ligger 1 331 meter över havet. Arean är 7,1 kvadratkilometer. Trakten runt Dongfeng Shuiku består till största delen av jordbruksmark. Den sträcker sig 3,3 kilometer i nord-sydlig riktning, och 4,2 kilometer i öst-västlig riktning.
Genomsnittlig årsnederbörd är 62 millimeter. Den regnigaste månaden är juni, med i genomsnitt 18 mm nederbörd, och den torraste är oktober, med 1 mm nederbörd.